# Polygala westii
Polygala westii är en jungfrulinsväxtart som beskrevs av Arthur Wallis Exell. Polygala westii ingår i släktet jungfrulinssläktet, och familjen jungfrulinsväxter. Inga underarter finns listade i Catalogue of Life.